# خجاريا
خجاريا رمزها «KH» (بالإنجليزية: Khagaria)‏ ، هو تقسيم إداري لدولة الهند تتبع ولاية بيهار (بالإنجليزية: Bihar)‏ ، مركزها هو مدينة خجاريا (بالإنجليزية: Khagaria)‏ عدد سكانها حسب تعداد سنة 2001 هو 1,657,599 ، مساحتها 1,486 كم² وكثافة السكان 1,115 لكل كم² .